# Rock’n’Roll (miesięcznik)
Rock’n’Roll – wydawany w Warszawie przez Agorę miesięcznik muzyczny. Od stycznia 1990 do sierpnia 1991 ukazało się 20 numerów pisma.
Pierwszym i – jak się później okazało - jedynym redaktorem naczelnym był Zbigniew Hołdys, który jednak bardzo szybko odszedł z redakcji. Pismo kierowane było odtąd zespołowo przez redaktorów: Krzysztofa Wacławiaka, Wojciecha Soporka (odszedł wiosną 1991), Filipa Łobodzińskiego, Jana Skaradzińskiego i Wojciecha Staszewskiego (wszyscy ci dziennikarze pracowali poprzednio w miesięczniku muzycznym „Non Stop”). Za szatę graficzną odpowiadali: Jacek Królak (dziś jeden z głównych grafików tygodnika „Polityka”) i Konrad Klee, który odszedł po półrocznym okresie współpracy.
Stałymi współpracownikami pisma byli: Piotr Bratkowski (do jesieni 1990) oraz Sławomir Wierzcholski, Piotr R. Frankowski, Grzegorz Brzozowicz i Robert Kilen. Przez kilka miesięcy na łamach „Rock’N’Rolla” pisywali także: Andrzej Gontarz (na przełomie 90/91) i Maciej Majchrzak (ostatni okres pisma).
Duża swoboda twórcza i opiniotwórcza pisma szła w parze z dobrą szatą graficzną. Mniej tam było szalonego eksperymentatorstwa niż w „Non Stopie”, ale merytorycznie „RnR” był prostą kontynuacją „NS”. Niektóre numery do dziś są bezskutecznie poszukiwane przez ówczesnych czytelników.